# KFJB 1–32
| KFJB 1–32 / kkStB 24 / ČSD 233.0 / PKP Oc12 | KFJB 1–32 / kkStB 24 / ČSD 233.0 / PKP Oc12      | KFJB 1–32 / kkStB 24 / ČSD 233.0 / PKP Oc12      |
| ------------------------------------------- | ------------------------------------------------ | ------------------------------------------------ |
| KFJB Nr. 6 später kkStB 24.06, ČSD 233.001  |                                                  |                                                  |
| Technische Daten                            |                                                  |                                                  |
| Nummerierung:                               | KFJB 1–32 kkStB 24.01–32 ČSD 233.001–003         | KFJB 1–32 kkStB 24.01–32 ČSD 233.001–003         |
| Anzahl:                                     | KFJB: 32 kkStB: 32 (von KFJB) ČSD: 3 (von kkStB) | KFJB: 32 kkStB: 32 (von KFJB) ČSD: 3 (von kkStB) |
| Hersteller:                                 | Georg Sigl/Wien, Wr. Neustadt                    | Georg Sigl/Wien, Wr. Neustadt                    |
| Baujahr(e):                                 | 1868–1872                                        | 1868–1872                                        |
| Ausmusterung:                               | bis 1928                                         | bis 1928                                         |
| Bauart:                                     | 1B n2                                            | 1B n2                                            |
| Zylinderdurchmesser:                        | 408 mm                                           | 408 mm                                           |
| Kolbenhub:                                  | 632 mm                                           | 632 mm                                           |
| Treibraddurchmesser:                        | 1.574 mm                                         | 1.574 mm                                         |
| Laufraddurchmesser:                         | 1.175–1.180 mm                                   | 1.175–1.180 mm                                   |
| Fester Radstand:                            | 3.399 mm                                         | 3.399 mm                                         |
| Gesamtradstand:                             | 3.399 mm                                         | 3.399 mm                                         |
| Gesamtradstand mit Tender:                  | 10.297 mm                                        | 10.297 mm                                        |
| Rohrheizfläche:                             | 103,0 m²                                         | 110,5 m²                                         |
| Anzahl der Heizrohre:                       | 156                                              | 167                                              |
| Strahlungsheizfläche:                       | 8,0 m²                                           | 7,9 m²                                           |
| Rostfläche:                                 | 1,78 m²                                          | 1,63 m²                                          |
| Kesselüberdruck:                            | 9 atm                                            | 10 atm                                           |
| Leermasse:                                  | 30,7 t                                           | 30,7 t                                           |
| Reibungsmasse:                              | 24,6 t                                           | 24,6 t                                           |
| Dienstmasse:t                               | 34,6 t                                           | 34,6 t                                           |
| Tenderbaureihe:                             | 13, 34, 35, 40                                   | 13, 34, 35, 40                                   |
| Höchstgeschwindigkeit:                      | 60 km/h                                          | 60 km/h                                          |

Die Dampflokomotiven KFJB 1–32 bildeten eine Schnellzug-Lokomotivreihe der Kaiser-Franz-Josephs-Bahn (KFJB).
Die Lokomotiven dieser Reihe wurden von Sigl in Wien und von der Wiener Neustädter Lokomotivfabrik (Sigl) an die KFJB geliefert.
Nur die erste Maschine trug einen Namen und zwar JOHANN ADOLPH.
Die KFJB gab ihnen die Bahnnummern 1–32.
Nach der Verstaatlichung der KFJB 1884 ordneten die k.k. österreichischen Staatsbahnen (kkStB) die Reihe als 24.01–32 ein.
Die Maschinen wurden zwischen 1886 und 1895 neu bekesselt.
Die Tabelle zeigt die Dimensionen nach der Neubekesselung.
Die neuen Kessel unterschieden sich untereinander in Details.
Nach dem Ersten Weltkrieg kamen nur mehr drei Exemplare, die 24.06, 12 und 17, als Reihe 233.0 zu den tschechischen Staatsbahnen (ČSD), die sie bis 1928 ausmusterte.
Zwei der Maschinen waren, bevor sie zu ČSD kamen, bei den polnischen Staatsbahnen (PKP) vermutlich als Reihe Oc12 vorgesehen gewesen.